# Gerard Bongers
Gerard "Gert" Bongers (ur. 22 sierpnia 1946 w Voorst) – holenderski kolarz torowy i szosowy, złoty medalista torowych mistrzostw świata.

## Kariera
Największy sukces w karierze Gerard Bongers osiągnął w 1967 roku, kiedy zdobył złoty medal w indywidualnym wyścigu na dochodzenie amatorów podczas torowych mistrzostw świata w Amsterdamie. W zawodach tych bezpośrednio wyprzedził Duńczyka Mogensa Freya i reprezentanta Czechosłowacji Jiříego Dalera. Był to jedyny medal wywalczony przez Bongersa na międzynarodowej imprezie tej rangi. Dwa lata później zdobył mistrzostwo kraju w tej samej konkurencji. Nigdy nie wystartował w igrzyskach olimpijskich. Startował także w wyścigach szosowych, ale bez większych sukcesów.